# 십구사략언해
《십구사략언해(十九史略諺解)》 또는 《사략언해(史略諺解)》는 역사서인 《십구사략통고》를 18세기 한국어로 풀이한 언해서이다. 《십구사략통고》는 《십팔사략》에 원사를 추가한 것이다.
현재 남아있는 것은 2권 2책으로, 삼황오제에서부터 진시황까지가 쓰여 있다. 가장 오래된 국립중앙도서관 소장본은 1772년 대구 경상감영에서 간행한 것이다. 표기에 영남 방언이 반영되어 있다.